# 石城県
石城県（せきじょうけん）は、中華人民共和国江西省贛州市に位置する県。

## 行政区画
- 鎮:琴江鎮、小松鎮、屏山鎮、横江鎮、高田鎮、贛江源鎮
- 郷:木蘭郷、豊山郷、大由郷、竜崗郷、珠坑郷

## 交通

### 鉄道
- 中国国家鉄路集団
  - 興泉線（中国語版）
    - 石城東駅

### 道路
- 高速道路
  - 済広高速道路
  - 泉南高速道路
- 国道
  - G206国道